# Cunonia
Cunonia L., 1759 è un genere di alberi della famiglia Cunoniaceae.

## Tassonomia
Il genere Cunonia comprende le seguenti specie:
- Cunonia × alticola Guillaumin
- Cunonia aoupiniensis Hoogland
- Cunonia atrorubens Schltr.
- Cunonia austrocaledonica Brongn. ex Guillaumin
- Cunonia balansae Brongn. & Gris
- Cunonia × bernieri Guillaumin
- Cunonia bopopensis Pillon & H.C.Hopkins
- Cunonia bullata Brongn. & Gris
- Cunonia capensis L.
- Cunonia cerifera Hoogland
- Cunonia deplanchei Brongn. & Gris
- Cunonia dickisonii Pillon & H.C.Hopkins
- Cunonia × koghicola H.C.Hopkins, J.Bradford & Pillon
- Cunonia lenormandii Vieill. ex Brongn. & Gris
- Cunonia linearisepala (Guillaumin) Bernardi
- Cunonia macrophylla Brongn. & Gris
- Cunonia montana (Brongn. & Gris) Schltr.
- Cunonia pseudoverticillata Guillaumin
- Cunonia pterophylla (Brongn. & Gris) Schltr.
- Cunonia pulchella Brongn. & Gris
- Cunonia purpurea Brongn. & Gris
- Cunonia rotundifolia Däniker
- Cunonia rupicola Hoogland
- Cunonia schinziana Däniker
- Cunonia varijuga Hoogland
- Cunonia vieillardii Brongn. & Gris

## Distribuzione e habitat
Il genere ha una distribuzione disgiunta: la quasi totalità delle specie è endemica della Nuova Caledonia, tranne una (Cunonia capensis) che è endemica dell'Africa australe.